# Haplophyllum crenulatum
Haplophyllum crenulatum är en vinruteväxtart som beskrevs av Pierre Edmond Boissier. Haplophyllum crenulatum ingår i släktet Haplophyllum och familjen vinruteväxter. Inga underarter finns listade i Catalogue of Life.